# 聚安堂藥廠
聚安堂藥廠股份有限公司（統一編號：73695288）是一間藥物製造商和批發商。

## 爭議
2016年年初，聚安堂藥廠股份有限公司涉嫌違反「健康食品管理法」被台南地檢署起訴、偵結。

## 外部連結
- 聚安堂藥廠股份有限公司 - 公司登記查詢中心